# جورج كلارك (سياسي نيوزلندي)
جورج كلارك (بالإنجليزية: George Clarke)‏ هو سياسي نيوزلندي، ولد في 27 يناير 1798، وتوفي في 29 يوليو 1875.